# Bjørn Stenersen
Bjørn Martin Stenersen (ur. 9 lutego 1970 w Horten, zm. 12 września 1998 w Trondheim) – norweski kolarz szosowy i torowy, brązowy medalista szosowych mistrzostw świata.

## Kariera
Największy sukces w karierze Bjørn Stenersen osiągnął w 1991 roku, kiedy wspólnie z Johnnym Sætherem, Stigiem Kristiansenem i Roarem Skaane zdobył brązowy medal w drużynowej jeździe na czas podczas szosowych mistrzostw świata w Stuttgarcie. Był to jednak jedyny medal wywalczony przez niego na międzynarodowej imprezie tej rangi. Na tych samych mistrzostwach zajął także 39. miejsce w wyścigu ze startu wspólnego amatorów. Na rozgrywanych rok wcześniej mistrzostwach świata w Utsunomiya zajął dziesiąte miejsce indywidualnie oraz dwunaste w drużynie. W 1992 roku wystąpił na igrzyskach olimpijskich w Barcelonie, gdzie Norwegowie zajęli jedenaste miejsce w drużynie, a w wyścigu ze startu wspólnego zajął 39. miejsce. Ponadto zajął drugie miejsce w klasyfikacji generalnej niemieckiego Rheinland-Pfalz Rundfahrt w 1990 roku oraz Tour of Norway w latach 1991-1992. Wielokrotnie zdobywał medale szosowych mistrzostw kraju, a jako junior dwukrotnie zostawał mistrzem Norwegii w kolarstwie torowym.
Jego młodszy brat Karsten również byl kolarzem szosowym, olimpijczykiem z 1992. 
Stenersen zginął podczas wyścigu w okolicach Trondheim 12 września 1998 roku.